# Soutien étranger à la Finlande durant la guerre d'Hiver
Le soutien étranger à la Finlande durant la guerre d'Hiver se manifesta tout autant par l'envoi de matériel, de subsides, d’hommes ou par le soutien moral prodigué au peuple finlandais alors en lutte contre l'Union soviétique pendant la guerre d'Hiver (novembre 1939 - mars 1940). La Seconde Guerre mondiale marquait alors une sorte de répit (la drôle de guerre) entre les invasions allemande et soviétique de la Pologne en septembre et la reprise véritable des opérations le 10 mai 1940 sur le front Ouest. De ce fait, la guerre d'Hiver constituait alors le seul conflit réellement actif en Europe, et suscitait l'intérêt du monde entier. Les motifs d'agression soviétiques apparaissant comme peu justifiables et l'anticommunisme latent dans les sociétés occidentales firent que l'opinion publique mondiale soutenait majoritairement la cause finlandaise. Plusieurs organisations étrangères envoyèrent de l’aide matérielle, comme des fournitures médicales. Des immigrants finlandais aux États-Unis et le Canada rentrèrent dans leur patrie d'origine, et de nombreux volontaires (dont le futur acteur Christopher Lee) se rendirent en Finlande pour rejoindre les forces finlandaise: 8 700 Suédois, 1 010 Danois (dont le capitaine Christian Frederik von Schalburg, garde du corps de Christian X de Danemark, plus tard commandant du Corps franc danois, une unité de volontaires créé par l'Allemagne nazie au Danemark pendant la Seconde Guerre mondiale), environ 1 000 Estoniens, 725 Norvégiens, 372 Ingriens, 366 Hongrois, 346 expatriés finlandais, plus de 20 Lettons et 190 volontaires d'autres nationalités se rendirent en Finlande avant la fin de la guerre. Des correspondants étrangers à Helsinki écrivirent, et même grandement exagérèrent, leurs comptes-rendus sur l'ingéniosité finlandaise et sur leurs succès pendant les combats.
Le pape Pie XII condamna l'attaque soviétique le 26 décembre 1939, dans un discours au Vatican et plus tard donna une prière signée et scellée à l'intention de la Finlande.

## France et Royaume-Uni

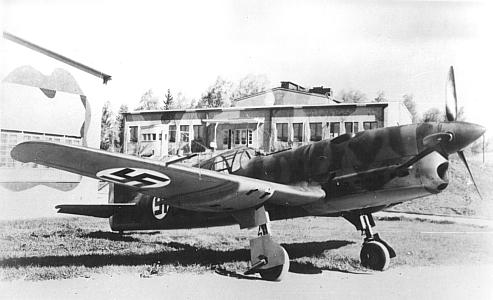
Caudron C.714 avec insignes finlandais

L'attaché militaire français à Helsinki reçut le 28 décembre 1939 un télégramme annonçant une aide militaire à la Finlande. Elle comprenait pour les avions 50 Morane-Saulnier MS 406, bientôt augmentés de 80 Caudron CR 714, 46 Koolhoven F.K.58 et 62 Potez 633. Les livraisons, inachevées, portèrent sur 30 Morane-Saulnier MS.406 [MS-301/330] et 6 Caudron, débarqués en caisse à Bergen.
Les Morane-Saulnier furent assemblés par des mécaniciens français chez AB Aerotransport (en) à Malmö-Bulltofta, en Suède, et convoyés en vol vers la Finlande entre les 4 et 29 février 1940. Armés de 3 mitrailleuses MAC-34, ils entrèrent immédiatement en action au sein de l’escadrille LLv 28 et le 17 février 1940 le 1.Lt T. Hyrkki abat un DB-3 sur le [MS-301]. Durant la Guerre d’Hiver le LLv 28 remporta 14 victoires sans la moindre perte.
Les Caudron C.714 furent affectés au régiment d'aviation LeR 3 équipé de Fokker D.XXI et équipèrent son quatrième escadron, le LLv 34. Au vu de leur faible nombre, les avions furent utilisés avec des biplans plus anciens pour former une unité d'entraînement avancé, mais faute de pièces détachées, leur utilisation fut brève.
Le Royaume-Uni fournit de l'armement dont des fusils antichars Boys.
En février 1940, les Alliés ont offert leur aide : le plan allié, approuvé les 4 et 5 février par le Haut Commandement allié, se composait de 100 000 Britanniques et 35 000 soldats français qui devaient débarquer dans le port norvégien de Narvik et soutenir la Finlande via la Suède tout en sécurisant les routes d'approvisionnement. Les plans prévoyaient de lancer l'opération le 20 mars à la condition que les Finlandais fassent d'abord une demande officielle d'assistance (afin que l'Allemagne ne puisse prétendre que les forces franco-britannique ne constitue une armée d'invasion). Le 2 mars, des demandes de transit ont été officiellement demandées aux gouvernements de la Norvège et la Suède. On avait espéré que l'intervention des Alliés finirait par faire basculer ces deux pays neutres dans leur camp mais elles furent refusées. Finalement, l'armistice a lieu avant que franco-britanniques n'interviennent.

## Hongrie

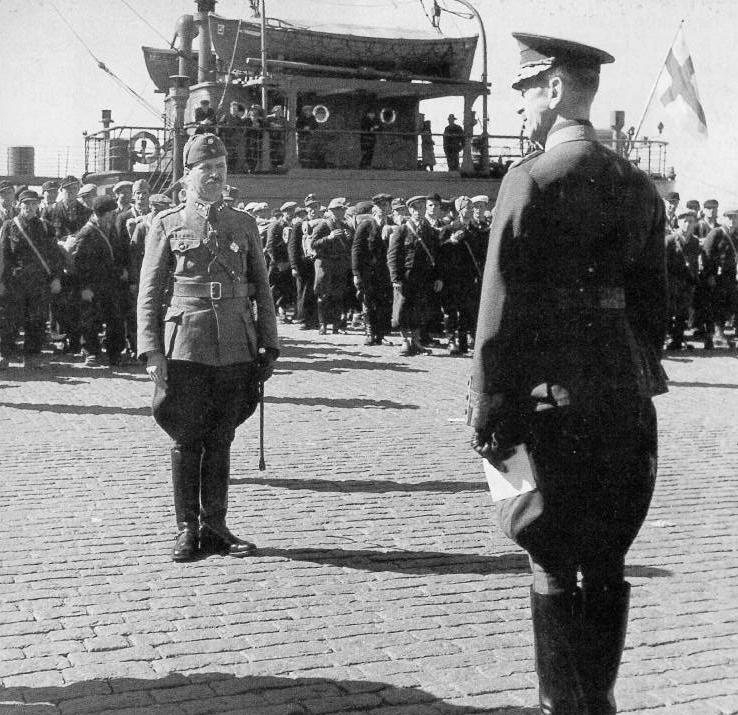
Volontaires hongrois au départ de la Finlande après la guerre d'Hiver.

« Seuls les Hongrois envoyèrent des volontaires comme une unité organisée selon les exigences finlandaises initiales ». Lorsque la guerre d'Hiver éclata entre la Finlande et l'Union soviétique, de nombreux Hongrois éprouvèrent une grande sympathie envers les Finlandais et voulurent les aider.
Le gouvernement hongrois n’apporta pas officiellement son soutien à la Finlande, mais commença secrètement à chercher des moyens pour l'aider. En outre, des organisations non gouvernementales commencèrent à organiser le soutien à la Finlande. La Hongrie aida la Finlande en apportant des dons en argent, des armes et des militaires volontaires. Albert Szent-Györgyi, prix Nobel, offrit tout l’argent de son prix à la Finlande.
Le gouvernement du comte Pál Teleki envoya de l’armement et du matériel de guerre d'une valeur de 1 million de pengös hongrois pendant la guerre d'Hiver (avec l’accord du régent Miklós Horthy). Le recrutement des volontaires commença le 16 décembre. Pendant la guerre d'Hiver, environ 25000 hommes hongrois se proposèrent pour combattre en Finlande, et finalement 350 demandes furent acceptées. Leur formation militaire commença le 10 janvier et dura près d'un mois. Les volontaires formèrent un bataillon qui fut commandé par le lieutenant Imre Kémeri Nagy (hu). Le bataillon détaché de volontaires hongrois comptait 24 officiers, 52 sous-officiers, 2 médecins et 2 aumôniers; pour un total de 346 officiers et soldats.
Le voyage en Finlande était très difficile, parce que le Reich allemand avait interdit le transit d'armes et de matériel de guerre à travers son territoire (y compris via les territoires polonais occupés). Par conséquent, les volontaires devaient traverser la Yougoslavie, l'Italie, la France, le Royaume-Uni, la Norvège et la Suède pour arriver en Finlande. Ils voyagèrent sans arme par un train spécial, officiellement comme des « touristes allant faire un camp de ski ». Finalement, le bataillon arriva en Finlande le 2 mars après 3 semaines de voyage.
En Finlande, le bataillon fut cantonné à Lapua, au centre de formation des volontaires internationaux. À Lapua, ils prirent part à un autre entraînement militaire, apprirent à skier et des techniques de combats propres à la guerre hivernale. Cependant, le traité de paix de Moscou fut signé le 12 mars, mettant ainsi fin à la guerre d'Hiver, tant et si bien que le bataillon hongrois ne put être engagé dans aucune action militaire. Une certaine frustration gagna alors de nombreux volontaires
Dans les derniers jours de mars, le maréchal Mannerheim, chef suprême des forces finlandaises, visita Lapua où il rencontra le bataillon hongrois. Il remercia tous les volontaires d’être venus en Finlande et promut le lieutenant Imre Kémeri Nagy au rang de capitaine. Du 17 avril au 19 mai, le bataillon hongrois servit en Carélie, à la nouvelle frontière du pays à Lappeenranta.
Le bataillon hongrois embarqua à Turku le 20 mai 1940, sur un bateau à vapeur qui navigua jusqu‘à Stettin, dans le Reich allemand (aujourd'hui Szczecin, en Pologne). Ils voyagèrent à travers le Reich allemand par un train spécial sous la surveillance d'un garde allemand. Les volontaires arrivèrent à Budapest le 28 mai.
En plus du bataillon détaché de volontaires hongrois, d'autres volontaires hongrois combattirent durant la guerre d'Hiver dans l'armée de terre finlandaise. Ils se rendirent individuellement en Finlande. Le sous-lieutenant Mátyás Pirityi servit dans la force aérienne finnoise et participa à plus de 20 sorties. L'avion de l'adjudant Vilmos Békássy disparut au-dessus du golfe de Botnie. Géza Szepessy, avec quatre camarades du Collège militaire technique de Berlin, se rendit de Finlande, où il fut blessé au combat.
L'histoire des troupes de volontaires hongrois fut publiée par Antal Ruprecht dans un livre bilingue (hongrois et finnois) en 2003.

## Italie
Dirigée par un gouvernement fasciste, le royaume d'Italie avait déjà soutenu fermement Francisco Franco en Espagne dans sa lutte contre les communistes républicains et anarchistes soutenus par l'Union soviétique. C'est pourquoi l'Italie répondit rapidement aux demandes de la république de Finlande, pour une assistance militaire et la fourniture d'équipements destinés à lutter contre le gouvernement communiste d'Union soviétique. L’armée de l’air italienne (Regia Aeronautica Italiana) envoya trente-cinq chasseurs Fiat G.50, tandis que l'armée royale italienne (Regio Esercito Italiano) fournit 94 500 fusils M1938 7,35 mm neufs à l'infanterie finlandaise. Toutefois, l'Allemagne intercepta la plupart de l'aide italienne et la débloqua seulement une fois la paix conclue. De plus, une poignée de volontaires italiens combattirent dans la guerre d'Hiver au côté de la Finlande.

## Norvège

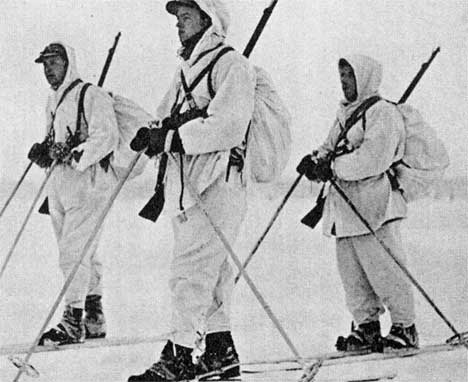
Volontaires norvégiens dans le nord de la Finlande en 1940.

Le gouvernement norvégien n’autorisa pas les officiers ou sous-officiers à se porter volontaires pour la guerre en Finlande, de peur d’aggraver les relations avec les Allemands (il voulait rester neutre à tout prix). Sur les 725 Norvégiens qui s’étaient portés volontaires pour se battre en Finlande, seulement 125 atteignirent le front relativement tranquille de Salla et seulement trois semaines avant la fin de la guerre. Aucun des volontaires ne fut tué ou blessé. De nombreux volontaires n’étaient pas en état de combattre et beaucoup se retrouvèrent dans des maisons de repos et des établissements pour alcooliques pendant leur séjour en Finlande. Plusieurs des futurs dirigeants du mouvement de résistance norvégien comme Max Manus et Leif "Shetland" Larsen faisaient partie des volontaires. Le Norvégien le plus décoré des mouvements de résistance ultérieurs, Gunnar Sønsteby, passa son séjour comme employé de bureau (comme beaucoup de ses compatriotes dans la guerre d'Hiver).
En plus des volontaires militaires, 30 médecins et 40 infirmières allèrent en Finlande pour aider les médecins finlandais, sous les auspices de l'entraide populaire norvégienne.
À travers tout le pays, il y avait de nombreuses campagnes de collecte de fournitures et d'argent pour aider les Finlandais. L’ensemble des collectes (en norvégien : Finlandsinnsamlingen) rassembla quelque 2 000 000 couronnes norvégiennes, la plus grande collecte populaire de l'histoire norvégienne. Six avions d'entraînement furent achetés avec une partie de ces fonds. Une formation de vol fut donnée, à proximité d'Oslo, avec ces avions à des étudiants envoyés de Finlande.
Des manifestations sportives, dont certaines organisées exprès, contribuèrent grandement au succès des levées de fonds ou de matériels au profit de la Finlande en guerre,,,. Quelque 50 000 sacs à dos remplis de fournitures furent collectés en Norvège et expédiés en Finlande,. Des collectes de fusils (principalement des modèles Krag-Jørgensen) et de gants pour le tir, tricotés dans les foyers norvégiens, eurent également lieu. La romancière Sigrid Undset, lauréate du prix Nobel, fit don de sa médaille Nobel à la Finlande le 25 janvier 1940.
Le gouvernement norvégien offrit secrètement aux Finlandais douze canons de campagne de 75 mm modèle 1901 fabriqués en Allemagne (connu sous le nom de 75 K 01 dans l’armée finlandaise) en février 1940,. L’offre secrète incluait le don de 12 000 obus d'artillerie. La Norvège autorisa également le transfert d’avions en Finlande via la base aérienne de Sola, près de Stavanger,,. Des volontaires norvégiens prirent part à l'assemblage de certains de ces avions dans l'usine Saab de Trollhättan, en Suède.
Une des principales raisons qui expliquent l'échec du plan franco-britannique, l'opération Avon Head, destiné à envoyer des troupes en Finlande, qui ne s'est jamais matérialisé, est que la Norvège ne leur permit pas d'utiliser ses ports et son territoire pour le transfert des troupes. Les Norvégiens menacèrent explicitement de couler tout navire s’approchant de Trondheim ou de Narvik pour cette mission.
Le comté de Finnmark du nord de la Norvège accueillit plus de 1 000 réfugiés finlandais de Petsamo le 6 février 1940. Alors que l'Armée Rouge avançait dans cette région peu défendue, les civils finlandais cherchèrent refuge du côté norvégien de la rivière Paatsjoki. À la fin de la guerre, quelque 1 600 civils finlandais avaient fui vers la Norvège. Des soldats finlandais du Groupe Laponie qui avait fait retraite et traversé la frontière dans le Finnmark furent transportés vers le sud et internés dans la forteresse d'Hegra dans le comté de Nord-Trøndelag dans le centre de la Norvège. Les internés furent libérés et renvoyés en Finlande à la fin de l'année 1939 et au début de 1940. Comme les Finlandais se retiraient des régions du nord, ils menèrent une politique de la terre brûlée, détruisant tous les logements et les infrastructures pour entraver l'avance soviétique.
Après la fin de la guerre, le soutien norvégien continua, et se transforma en aide financière pour la reconstruction. Lorsque le pays fut lui-même envahi par les Allemands le 9 avril 1940, le gouvernement finlandais proposa aussitôt de suspendre l'aide afin qu'elle puisse d'abord servir la Norvège envahie.

## Pologne
Władysław Sikorski, premier ministre de la Pologne, malgré l'occupation de la Pologne (depuis septembre 1939), promit d'envoyer la brigade polonaise indépendante en soutien des Finlandais dans les combats. L'aide fut cependant organisée tardivement, et n'atteignit jamais la Finlande. Néanmoins, six volontaires polonais se battirent avec les Finlandais pendant la guerre.

## Suède

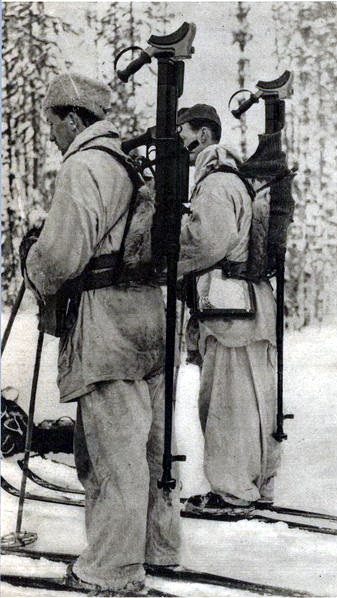
Volontaires suédois pendant la guerre d'hiver, transportant des fusils antichars Boys sur leur dos.

La Suède, qui avait elle-même déclaré être un pays non belligérant plutôt qu'un pays neutre (contrairement au reste de la Seconde Guerre mondiale où la Suède tenta de défendre sa neutralité) expédia des fournitures militaires, des fonds, des crédits, de l'aide humanitaire tandis que 8 700 volontaires suédois se préparèrent à combattre pour la Finlande. L'armée suédoise, qui avait réduit les effectifs de ses forces armées depuis les années 1920, transféra environ 1/3 de ses équipements à la Finlande donnant 135 000 fusils et 330 canons et de grandes quantités de munitions. Un petit nombre d'avions fut donné à l’armée de l'air suédoise volontaire, combattant depuis le 7 janvier, avec 12 chasseurs Gloster Gladiator II, cinq bombardiers Hawker Hart, et huit autres avions, représentant un tiers de tous les chasseurs de l'armée de l'air suédoise à cette époque. Des pilotes et des mécaniciens volontaires furent sortis des rangs. Le comte Carl Gustav von Rosen, aviateur célèbre et neveu de Carin Göring, première épouse d’Hermann Göring, se porta volontaire. Il y eut également une brigade de travailleurs volontaires, d'environ 900 ouvriers et ingénieurs. En mars, l'unité devait être renforcée avec cinq bombardiers Junkers Ju 86. Le 11 mars, les bombardiers furent stationnés dans la ville suédoise de Boden et prêts au combat, mais la fin des hostilités le 13 empêcha leur déploiement.
Le Corps des volontaires suédois avec 8 402 hommes en Finlande, les seuls volontaires qui avaient terminé leur formation avant la fin de la guerre, commencèrent à relever cinq bataillons finlandais à Märkäjärvi à la mi-février. Avec trois autres bataillons finlandais, le corps fit face à deux divisions soviétiques et se prépara à une attaque à la mi-mars, qui fut annulée par l'accord de paix. Trente-trois hommes sont morts au combat, dont le commandant de la première unité de relève, le lieutenant-colonel Magnus Dyrssen.
Les volontaires suédois demeurent une source de discorde entre les Suédois et les Finlandais. Un débat national en Finlande qui avait eu lieu dans les années précédant immédiatement la guerre avait donné l'espoir aux Finlandais d’un soutien beaucoup plus important de la Suède, notamment l'engagement massif de troupes régulières, qui aurait pu avoir un impact significatif sur le résultat de la guerre, ou éventuellement dissuader les Soviétiques d’attaquer.
Cependant l'aide de volontaires, en particulier venant des pays scandinaves, fut appréciée par les Finlandais. Ceci est illustré par le fait que lors de la campagne de Norvège contre l'invasion allemande en avril 1940, un groupe de volontaires finlandais forma une unité d'ambulance et aida les défenseurs jusqu'à ce qu’il fut contraint de rentrer chez lui en raison du succès des forces armées allemandes. Un groupe de volontaires suédois et finlandais combattit également aux côtés de soldats norvégiens contre les envahisseurs allemands près d’Os, le 2 mai, également.

## Aux États-Unis
L'attaque soviétique scandalisa les Américains, des entreprises refusèrent de vendre des fournitures au régime soviétique. Répondant à un appel d'un fabricant qui refusa de vendre à l'agresseur, la chambre de commerce américano-russe compara ses objections à « [refuser] de vendre à un homme parce que celui-ci bat sa femme ». En décembre 1939, des Américains sous la direction de l'ancien président Herbert Hoover (qui avait été à la tête du Conseil pour les secours en Belgique pendant la Première Guerre mondiale et avait formé la Commission de secours polonais en septembre 1939) constitua le Fonds de secours finlandais pour récolter de l'argent afin d'aider les civils et les réfugiés finlandais. À la fin de janvier, il avait déjà envoyé plus de deux millions de dollars aux Finlandais.